# بيت الصهباني (ذي السفال)

تعديل مصدري - تعديل

بيت الصهباني محلة تابعة لقرية شوائط، التابعة لعزلة شوائط بمديرية ذي السفال إحدى مديريات محافظة إب في الجمهورية اليمنية، بلغ تعداد سكانها 158 حسب تعداد اليمن لعام 2004.